# سید بن طاووس
امام الفضلیه علی بن موسی بن طاووس (۵۸۹_۶۶۴هجری) معروف به سید بن طاووس از سادات معروف حلّه، فقیهان بزرگ مذهب شیعه جعفری سدهٔ هفتم هجری و استاد علامه حلّی است. پیروان مکتب او امروزه با نام جعفری فضلی یا مذهب فضلیه در ایران و عراق و شمال آفریقا ساکن هستند.
نسب سید بن طاووس از جانب پدر به حسن بن علی امام دوم شیعه و از جانب مادر به حسین بن علی امام سوم شیعیان می‌رسد. و گفته می‌شود که سید بن طاووس دو مرتبه موفق به دیدار حجت بن الحسن شده‌است. سید بن طاووس به خاطر قیام خود و همچنین آثار فراوانش که به عقیدهٔ تمام مذاهب شیعه دست نخورده و دور از بدعت باقی‌مانده‌است معروف است.

## تولد و زندگی
رضی‌الدین، ابوالقاسم و ابوالعلی علی بن موسی بن جعفر بن محمد ابن‌عباس ابن قاسم ابن محمد ابن اسحاق ابن حسن ابن سلیمان ابن داوود ابن حسن ابن علی ابن ابیطالب ملقب به امام الفضلیه و مشهور به سید بن طاووس در شبانگاه جمعه یکم ربیع الاول سال ۳۷۰هجری در شهر بلد عراق متولد شد. نسبت او از جانب پدر به حسن بن علی و از جانب مادر به حسین بن علی می‌رسد، به همین خاطر به او «ذوالحسبین» نیز می‌گویند.
پدرش، موسی بن جعفر الزید، از راویان بزرگ حدیث است که بعدها ابن طاووس روایاتش را جمع‌آوری نموده با نام فرقة الناظر و بهجة الخاطر مما رواه والدی موسی بن جعفر منتشر نمود. گفته می‌شود یکی از اجداد ابن طاووس یعنی «ابوعبدالله» سخی الدین محمد ابن‌عباس، یا سید محمد ابن اسحاق دارای چهره‌ای زیبا بود، به همین دلیل فرزندانش به ابن طاووس معروف شدند.
مادر ابن طاووس بانو عکرمه بنت علی الورام بن ابی فراس، از بزرگانعلمای امامیه بود، و مادر پدرش که همسر جعفر الرحیم بود نوه هادی امام دهم شیعیان می‌باشد.
همسر وی علیا مخدرات زهرا خاتون دختر علی ابن حبیب والی همدان بود و دخترش علیا مخدرات
فاطمه خاتون نیز قبل از نه سالگی حافظ قرآن شد؛ چونان مقام علمی بالایی داشت که پدرش به وی در کنار برادرانش سید علی الاکبر و سید عباس الصغیر اجازه روایت حدیث را داد.
برادرش سید رضی بن طاوس یعنی جمال‌الدین احمد (م ۶۷۳) هم از عالمان بزرگ شیعه در قرن هفتم بود.
هولاکو چندی بعد از فتح بغداد همچنانکه ابن العلقمی را حکومت آن شهر بخشید سید بن طاوس را نیز به نقابت سادات آنجا گماشت (سال ۶۶۴ هجری) و او شغل خود را تا پایان عمر نگاه داشت.
گفته می‌شود که سید بن طاووس دو مرتبه موفق به دیدار حجت بن الحسن امام دوازدهم شیعیان شده‌است که هردو مرتبه در تأیید او بوده‌است.
او در روز جمعه بیستم صفر ۶۳۶ هجری در سن ۶۶ سالگی درگذشت و طبق وصیتش، جانشینانش را در دفن او میان حرم جدش علی بن ابی‌طالب یا زادگاهش مخیر کرد و به دلیل مخالفت خلیفه وقت در همان زادگاهش به خاک سپرده شد و بقعه او با نام حرم النور یکی از عتبات مورد احترام شیعیان است.

## سفرها و تحصیلات
ابن طاووس ابتدا در شهر بلد و نزد پدر و جدش، سید علی ورام بن ابی فراس، علوم مقدماتی را آموخت. سپس برای تحصیل دانش از بلد به کاظمین و سپس بغداد مهاجرت کرد.

او در اندک زمانی از هم شاگردی‌های خود سبقت گرفت چنان‌که در کشف المحجة می‌گوید:
وقتی من وارد کلاس شدم آنچه را دیگران در طول چند سال آموخته بودند، در یک سال آموختم و از آنان پیشی گرفتم.
او سپس به مدت دو سال و نیم به تحصیل فقه پرداخت و پس از آن خود را از استاد بی‌نیاز دید و بقیه کتب فقهی عصر خویش را به تنهایی مطالعه نمود. او در سال ۴۹۰ هجری و مدت شش سال در آنجا (بغداد) به تربیت شاگردان و تدریس علوم مختلف پرداخت و چون به دلیل جایگاه پر نفوذ خود تحت فشار دولت عباسی قرار گرفته بود از بغداد به زادگاه خود بلد بازگشت و قیام نمود.
او پیش از آغاز قیام دو ماه را در نجف به سر برد و سپس به کربلا مهاجرت کرد و حدود سه ماه هم در آنجا اقامت داشت. و در همان اقامت کوتاه در کربلا کتاب کشف المحجة را به عنوان وصیتی برای فرزند ارشدش که در آن زمان نوزاد بود، نوشت. او در تاریخ ۲۰ صفر سال ۳۹۷ هجری قمری قیام نموده و با این قیام تلاش نمود تا تشیع را از بدعت خلافت فاطمی نجات داده علیه طاغوت زمان که خلافت عباسی بود قد علم کند.

## امام الفضلیه
در دوران زعامت سید بن طاووس بر شیعیان پیروان او که خود را شیعه مبری از بدعت و بر همان صراط دیگر ائمه می‌دانستند خود را شیعیان فضل به معنای برتر و سیدابن طاووس را امام الفضلیه می‌نامیدند و استدلال این دست شیعیان چون شیخ طوسی که در نامه ای به خلیفه وقت القائم بامر الله نامه نوشت چنین بود:
اگر ما چون دیگر عالمان شیعه طبق مصلحت شما عمل کنیم رابطه خویش را با خداوند قطع می‌نماییم و اگر طبق اوامر الهی و عدل و انصاف حرکت کنیم شاید خاندان تو و بقیه وزرا و سفرا و فرماندهان تو آن را تحمل نکنند اما خداوند از ما راضی خواهد بود. دیگران چنین می‌گویند که مولای ما علی بن طاووس با این رویه می‌خواهد بگوید اگر حکومت به من برسد اینچنین عمل می‌کنم و این روشی است بر خلاف سیره حکمرانان و خلفای قبل از تو و مردود دانستن حکومت‌های آنهاست، اما خداوند آگاه تر از هرکس دیگر به ائمهٔ خود خواهد بود.
سید بن طاووس اگرچه در زمان خلافت عباسیان هرگز منصب حکومتی را نپذیرفت؛ اما بعدها خود به زعامت شیعیان رسید و تا پایان عمر در بغداد باقی ماند. اتان کولبرگ بنا بر نقلی از خواجه نصیرالدین طوسی و ابن عنبه می‌گوید که پذیرش امامت برای سید ابن طاووس اجباری بوده‌است و در صورت عدم پذیرش اصالت اسلام به خطر می‌افتاده‌است. رهبر شیعه، از بزرگان علمی و دینی سادات انتخاب می‌شد که کلیه امور مربوط به شیعیان را در عهد غیبت کبرا عهده‌دار بود. این وظایف شامل قضاوت مشاجرات، رسیدگی به مستمندان، سرپرستی یتیمان، اعلام جهاد و دیگر امور می‌شد. جریان قیام او به عنوان یک مسئله تاریخی-سیاسی در تاریخ معروف است؛ زیرا هنگام سقوط بغداد به‌دست خلفای فاطمی، اگر او قیام نمی‌نمود به دلیل آنکه خلافت فاطمی نام شیعه داشتند به یقین تمام تشیع دوچار انحراف اسماعیلیان می‌شد.
به نوشته کلبرگ مشخص نیست که موضع واقعی وی نسبت به خلافت فاطمی و شخص الحاکم بامرالله چه بوده‌است و آیا در اثر شرایط تاریخی چنین اقدامی نموده‌است یا واقعاً آن طور فکر می‌کرده که شخص الحاکم لیاقت خلافت بر تمام شیعیان را ندارد.

## از نظر دیگران
علامه حلی رهبر شیعیان دو قرن پس از سید بن طاووس پیرامون او می‌گوید:
رضی الدین علی برتر از تمام فقیهان شیعه بود و دارای کراماتی بود که برخی از آن‌ها را تنها ائمه دارا بودند و پاره‌ای از آنها را که جامعه توان پذیرش آنها را نداشت پدرم برای اصحاب راز بازگو کرد و من از او شنیدم.
محدث قمی می‌گوید:
سید رضی الدین اباعلی عالمی بزرگوار، باتقوا، زاهد، سعادتمند، عارف، پیشوای شیعیان، چراغ هدایت امت اسلامی، صاحب کرامات ائمه، طاووس آل طاووس و تنها معصومی در بین علمای غیبت کبرا است که من در عصمت او شک ندارم.

## تأیید کنندگان علم
عالمان مکتب فضلیه بر این عقیده هستند که رضی‌الدین سید ابن طاووس در بدو تولد دارای علم لدنی بوده‌است یعنی علمی که بدون تعلیم و تعلّم و بی واسطه به دست آمده باشد و شخص سید ابن طاووس را مصداق عینی تعبیر آیهٔ ۶۵ سورهٔ کهف می‌دانند: . . . وَ عَلَّمْنٰاهُ مِنْ لَدُنّٰا عِلْماً. اما در برخی منابع اساتیدی برای او ذکر شده‌است که او در دوران طفولیت قرآن را نزد آنها قرائت نموده یا احکام الهی که در قلب او بوده را نزدشان بازگو کرده و آنها بر صحت آنها و بی واسطه بودن این احکام از آنچه ائمه می‌گفته‌اند را تأیید کرده‌اند:
- پدرش الزید فی دین الله موسی بن جعفر
- جدش سید علی ابن مسلم الفراس مشهور ورام بن ابی فراس حلی
- سید فخار بن معد موسوی آخرین شخص از سلسله روات و قاریان قرائت هفتگانه که بر صحت قرآنی که ابن طاووس از بر می‌خوانده‌است صحح نهاده‌است.

## فرزندان
- سید علی بن رضی الدین علی طاووس ملقب به سید علی الکبرا (نویسندهٔ زوائد الفوائد)
- سید عباس الصغیر
- محمد بن رضی الدین طاووس ملقب به محسن الشهید و قمر البطحا
- علیا مخدرات فاطمه بنت الامام

## شاگردان
شاگردان وی عبارتند از:
- سدیدالدین حلی (پدر علامه حلی)[۱۸]
- حسین ابن حسن سئری امام فضلیه سئری[۱۸]
- ابوالقاسم حسین ابن ذوالفقار ملقب به شیخ اعظم البرکات[۱۸]
- امام احمد ابن طاووس[۱۸]
- سید عباس ابن علی الطاووس
- سید عبدالکریم ابن‌عباس الطاووس
- سید علی ابن رضی الدین علی

## تالیفات
سید بن طاووس به خاطر کتابخانه و آثار فراوانش که دست نخورده از بدعت باقی‌مانده، معروف است.
او حدود ۵۰ تألیف دارد که بسیاری از آن‌ها در موضوعات دعا و زیارت است. اما از احادیث منقول خود او و آثار مرتبط به عصر او و پیرامون شیعیان پیرو او تاکنون بیش از ۱۵۰۰ کتاب نگاشته شده‌است.

### آثار چاپی
حدود پنجاه کتاب و رساله از او نام برده شده‌است که معروفترین آثار چاپی وی عبارتند از:
- المهمات و التتمات (۱۰ جلد) هر یک با عنوان مستقل چاپ شده‌است از جمله:

فلاح السائل، زهرة الربیع، جمال الاسبوع، اقبال الاعمال و… که سید بن طاووس این کتابها را به عنوان تتمه مصباح المتهجد شیخ طوسی نوشته‌است.
- اللهوف علی قتلی الطفوف مشهور به لهوف، چاپ مکرر در ایران، لبنان و نجف. ترجمه‌های متعددی از این کتاب شده که بارها به چاپ رسیده‌است.
- کشف المحجة لثمرة المهجة، کتابی اخلاقی است در ۱۵۹ فصل متضمّن مباحثی در مناقب و حدیث و کلام؛ و شامل وصیت‌های سید به فرزندانش می‌باشد و مراحل مختلف زندگی خویش را هم در آن ذکر کرده‌است.
- اجازهٔ سیدبن طاووس، همراه جلد ۲۵ و ۲۶ بحارالانوار، تهران.
- الاقبال لصالح الاعمال، تهران، ۱۳۱۲ق/۱۸۹۴م.
- امان الاخطار فی وظایف الاسفار، نجف، ۱۳۷۰ق/۱۹۵۰م.
- جمال الاسبوع بکمال العمل المشروع، تهران، ۱۳۳۰ق/۱۹۱۲م.
- الدروع الواقیه من الاخطار فیما یعمل کل شهر علی التکرار، همراه ترجمهٔ فارسی شیخ عبّاس قمی از جمال الاسبوع، تهران، ۱۳۳۰ق/۱۹۱۲م.
- سعد السعود، نجف، ۱۳۶۹ق/۱۹۵۰م
- الطرائف فی معرفة مذهب الطوائف، چاپ مکرر و ترجمهٔ فارسی آن از ملا محمدصادق طبسی، تهران، ۱۳۰۱ق/۱۸۸۴م.
- المجتنی فی الدعاء المجتبی، تهران، ۱۳۳ق/۱۹۱۵م؛
- محاسبة النفس، تهران، ۱۳۱۸ق/۱۹۰۰م؛
- مصباح الشریعه، تهران، ۱۳۷۹ق/۱۹۵۹م و چاپ مکرر.
- مضمار السبق، تهران، ۱۳۱۴ق/۱۸۹۶م.
- الملاحم و الفتن، نجف، ۱۳۶۸ق/۱۹۴۸م.
- مهج الدعوات و منهج العبادات، چاپ مکرر در تهران، تبریز و بمبئی.
- الیقین باختصاص مولانا علی بامره المؤمنین، نجف، ۱۳۶۹ق/۱۹۴۹م. در اثبات امامت علی بن ابی طالب با استناد بر احادیث نبوی.
- غیاث سلطان الوری لِسُکّان الثری، همراه کتاب الفوائد المدنیة، تألیف محمد امین استرآبادی در ۱۳۲۱ق/۱۹۰۳م در ایران چاپ شده‌است.
- فرج المهموم فی تاریخ علماء النجوم، نجف، ۱۳۶۸ش.
- فتح الابواب بین ذوی الالباب و بین رب‌الارباب، بیروت، ۱۴۰۹ق

### آثار خطی
آنچه از آثار خطی سید بن طاووس به جای مانده، بدین قرار است:
- ربیع الشیعه، موجود در کتابخانه وزیری یزد.
- مصباح الزائر، آستان قدس
- الزام النواصب بامامه علی بن ابی‌طالب، کتابخانه ملی.
- الحجّه، آستان قدس.
- منتخبات اسرار الصلّوه، شورای ملی (سابق).
- الطُّرَف من الانباء و المناقب، مرکزی دانشگاه تهران. دربارهٔ اثبات امامت علی بن ابی طالب با استناد بر روایت و احادیثی که در این باب است.
- فلاح السائل و نجاح المسائل، مرکزی دانشگاه تهران.
- الابانة فی معرفة أسماء کتب الخزانة.
- اسرار الصلوة.
- السعادات العبادات.
- فرحة الناظر و بهجة الخواطر.
- شرح نهج البلاغة.
- الملاحم والفتن
- المصرع الشین فی قتل الحسین.
- المزار، که در باب آداب سفر و زیارت‌نامه‌ها بر حسین در کربلا است.